# Agrias loki
Agrias loki är en fjärilsart som beskrevs av Anton Heinrich Fassl 1924. Agrias loki ingår i släktet Agrias och familjen praktfjärilar. Inga underarter finns listade i Catalogue of Life.